# 张庄镇 (沛县)
张庄镇，是中华人民共和国江苏省徐州市沛县下辖的一个乡镇级行政单位。

## 行政区划
张庄镇下辖以下地区：
张庄东社区、崔寨社区、张庄西社区、刘庄村、张楼村、范庄村、单集村、赵楼村、胡集村、卓洼村、袁庄村、邓楼村、白楼村、姚楼村、田楼村、陈桥村、黄寺村、朱庄村、阚庄村、司庵村、于淹村、闫楼村、兴国村、吴传楼村、夹河村、乔口村、祁庄村、杨庙村、朱桥村、韩张村、张孟庄村和潘庄村。